# کرتشهور
کرتشهور (به چکی: Křečhoř) یک منطقهٔ مسکونی در جمهوری چک است که در ناحیه کولین واقع شده‌است.